# Ставрида
Ставрида (Trachurus) — рід морських риб родини ставридових ряду окунеподібних; довжина до 45 см, вага 400–500 г, іноді до 1 кг. Поширені в тропічних і субтропічних морях. У Чорному морі — 2 види: ставрида звичайна (Т. trachurus L.) при берегах Криму і ставрида середземноморська (Т. mediterraneus ponticus Al.), яка іноді заходить і в Азовське море, важливого промислового значення.

## Види
- Trachurus aleevi Rytov & Razumovskaya, 1984.
- Trachurus capensis Castelnau, 1861.
- Trachurus declivis (Jenyns, 1841).
- Trachurus delagoa Nekrasov, 1970.
- Trachurus indicus (Cuvier, 1833).
- Trachurus japonicus (Temminck & Schlegel, 1844).
- Trachurus lathami Nichols, 1920.
- Trachurus longimanus (Norman, 1935).
- Trachurus mediterraneus Steindachner, 1868.
- Trachurus murphyi Nichols, 1920.
- Trachurus novaezelandiae Richardson[en], 1843.
- Trachurus picturatus (Bowdich, 1825).
- Trachurus symmetricus (Ayres[en], 1855).
- Trachurus trachurus (Linnaeus, 1758).
- Trachurus trecae Cadenat, 1950.